# Стефан Гавриилопул
Стефан Гавриилопул (греч. Στέφανος Γαβριηλόπουλος, умер в 1332/1333 году) — могущественный фессалийский архонт, ставший правителем этой области в 1318 году. Во внешней политике этот правитель ориентировался на Византийскую империю, от которой получил титул севастократора.

## Биография
После смерти правителя Фессалии Иоанна II Дуки (пр. 1303—1318), не оставившего наследников, Византия решила упрочить свои позиции в этом регионе. Войска Иоанна Кантакузина оккупировали северную часть Фессалии, а каталонские наёмники Афинского герцогства заняли юг.
Центральная Фессалия стала полем битвы среди местных архонтов и магнатов, призывавших на свою сторону две вышеупомянутые стороны. Одним из них был Гавриилопул, владевший землями в западной Фессалии и в юго-западной Македонии. Между 1318—1325 годами он признал верховенство византийского императора Андроника II, и в обмен получил титул севастократора и значительную автономию. Его владения включали города Трикала, Фанарион, Каламбака, Дамасис и Элассон..

## Наследие
После гибели Стефана в 1332/1333, в его владения вторглись войска эпирского деспота Иоанна II Орсини, боровшегося с афинским герцогом Готье VI де Бриенном. Византийцы под руководством Андроника III (пр. 1328—1341) заняли северную и восточную часть Фессалии, а когда в 1335 году умер Орсини, те захватили весь регион..